# Eurojet Airlines (Франция)
Eurojet Airlines — французская авиакомпания, основанная в 2003 году. Закрыта 2 января 2004 года после прохождения процедуры банкротства.

## Флот
Флот компании состоял из 1 самолёта Boeing 737—400 (регистрационный код F-GNAO), взятого в аренду у швейцарского перевозчика Avione и впоследствии, 4 марта 2004 года, переданного компании Islandsflug.